# Павлуцький Дмитро Іванович
Дмитро Іванович Павлуцький (? — 25 березня 1747, гирло річки Орлова, поблизу Анадирского острогу) — російський драгунський майор, керівник військових каральних експедицій на Чукотку.

## Біографія
Народився, ймовірно, у Тобольську, у дворянській сім'ї з білорусько-литовським корінням. Його прадід Ян Павлуцький поступив на службу до московського царя після Смути (1598—1613 років), направлений був на службу до Тобольська, де в 1622—1624 роках провів перший перепис населення.
У 1727 році Дмитро Павлуцький в чині капітана драгунського полку з загоном у 400 козаків був відправлений на Чукотку з так званою місією: «відшукання нової земельки та заклику в підданство немирних іноземців», в складі експедиції Афанасія Шестакова, але через розбіжності, що виникли між ними, відокремився від неї.
Після загибелі в березні 1730 в Битві на річці Егач командира експедиції, А. Шестакова, був призначений керівником експедиції з присвоєнням військового звання майор.
Здійснив численні каральні походи проти місцевих жителів Чукотки та Камчатки — чукчів, коряків, ітельменів, в яких відзначився надзвичайною жорстокістю, використовуючи деструктивну тактику: масових убивств, спалювання поселень, конфіскації стад північних оленів, захоплення у заручники жінок та дітей. Головним лиходієм і збірним образом росіян у чукотському фольклорі був «Якунін», одним з головних прототипів якого став Дмитро Павлуцький. Мешканці Чукотки зображували Якуніна (Павлуцького), як — лихого ворога з «кресальним луком» (кременевою рушницею), який жорстоко вбиває чоловіків та жінок, розрубуючи їх сокирою.
У вересні 1730 Павлуцький прибув в Анадирський острог, в якому перезимував і в 1731 році здійснив каральний похід на Чукотський півострів проти чукчів з метою «захисту» коряків, які прийняли російське підданство.
У тому ж 1731 році був направлений на Камчатку для придушення повстання ітельменів, яке виникло через примушування місцевими козаками корінного населення до рабства.
Після декількох перемог над чукчами Павлуцький у 1732 році, на чолі загону з 225 козаків і сотні аборигенів, пішов проти коряків у районі річки Гижиги. Численні поселення були спалені а всі мешканці були вбиті. У деяких боях коряки вбивали всіх небоєздатних членів своїх родин, а потім захищалися до останньої людини. Коли Павлуцький повернувся назад до Якутська, чукчі та коряки знову повстали. У 1733—1739 роках очолював козацтво на Камчатці, де вживав заходів для поширення землеробства і скотарства серед корінного населення камчадалів.
У 1739—1742 роках був призначений воєводою в Якутську, в 1742 році сенатським указом знову направлений в Анадир.
Здійснив каральні походи на Чукотський півострів у 1744 році та до Чаунської губи в 1746 році. Складав карти місцевості.
14 березня 1747 року, під час чергової каральної експедиції проти чукчів, зазнав нищівної поразки у битві на річці Орловій, під час якої була вбита більша частина його загону і він самий.
Похований у Якутську.

## Родина
Дружина Павлуцького Анна Пилипівна проживала у Якутську. Відомий російський ботанік, етнограф, географ, дослідник Сибіру та Камчатки Степан Крашенінніков був одружений з його племінницею.